# Agência de Notícias da Guiné
Die Agência de Notícias da Guiné (deutsch Nachrichtenagentur von Guinea-Bissau), offiziell abgekürzt ANG, ist die staatliche Nachrichtenagentur von Guinea-Bissau. Sie gibt ihre Meldungen in Portugiesischer Sprache heraus.
Die ANG wurde am 20. August 1975 gegründet, nach der Unabhängigkeit des Landes von Portugal (1974). Ihren Sitz hat sie in der Hauptstadt Bissau.
Auf dem Kommunikationsforum der Gemeinschaft der Portugiesischsprachigen Länder (CPLP) im Juli 1996 in Lissabon wurde die Aliança das Agências de Informação de Língua Portuguesa gegründet, die Vereinigung der portugiesischsprachigen Nachrichtenagenturen. Die ANG gehörte zu den sieben Gründungsmitgliedern.
Im Zusammenhang mit der anhaltenden Haushaltskrise und politischen Instabilität Guinea-Bissaus ist die Arbeit der ANG eingeschränkt, so ihr Generaldirektor Salvador Gomes Anfang 2018. Mit ihren 26 Mitarbeitern, davon 13 Journalisten, beliefert die ANG kostenlos einige Medien, darunter die Zeitung Nô Pintcha und das Rádio Nacional da Guiné-Bissau. Jedoch fehlen ihr die Mittel, um die acht Journalisten und die angestrebte Wiederaufnahme der regionalen Vertretungen in den acht Regionen Guinea-Bissaus aufzunehmen. Ebenso wird eine erneute Zusammenarbeit mit anderen westafrikanischen Agenturen und angolanischen, portugiesischen, französischen, chinesischen und vielen anderen Nachrichtenagenturen angestrebt.